# Mordechaj Spiegler
Mordechaj Spiegler (hebr. מרדכי שפיגלר, ur. 19 sierpnia 1944 w Soczi, ZSRR) – izraelski piłkarz grający na pozycji napastnika. Nosił przydomek „Motaleh”.

## Kariera klubowa
Spiegler urodził się w Rosji (RFSRR), w mieście Soczi w rodzinie rosyjskich Żydów. W wieku 5 lat przeniósł się z rodzicami do Izraela. Rodzina Spieglerów zamieszkała w nadmorskim mieście Netanja. Tam też rozpoczął pierwsze treningi w klubie Maccabi Netanja, a w 1962 roku zadebiutował w ekstraklasie Izraela. Szybko stał się czołowym zawodnikiem nie tylko zespołu, ale i ligi. W latach 1966–1969 trzykrotnie z rzędu został królem strzelców ligi (1966 – 17 goli, wspólnie z Mosze Romano, 1968 – 38 goli, 1969 25 goli). Z Maccabi w ostatnim sezonie gry (1970/1971) udało mu się wywalczyć swoje pierwsze mistrzostwo kraju, będące zarazem pierwszym mistrzostwem Maccabi w historii.
Latem 1972 Spiegler przeszedł do Paris FC stając się jednym z pierwszych zawodników z Izraela grających zagranicą. Po sezonie przeniósł się do lokalnego rywala, Paris Saint-Germain i w jego barwach przez pół roku zdobył 10 goli w 13 meczach. Jeszcze zimą 1974 przeniósł się do słynnego Cosmosu Nowy Jork, gdzie grał przez sezon. W 1975 roku Spiegler wrócił do ojczyzny, zostając piłkarzem Maccabi Netanja. W 1978 roku trafił do Hapoelu Hajfa, a karierę kończył w 1982 roku jako piłkarz Beitaru Tel Awiw.
| Sezon   | Klub                | Kraj              | Rozgrywki       | Mecze | Bramki |
| ------- | ------------------- | ----------------- | --------------- | ----- | ------ |
| 1960/61 | Maccabi Netanja     | Izrael            | Old Liga Leumit | 14    | 5      |
| 1961/62 | Maccabi Netanja     | Izrael            | Old Liga Leumit | 17    | 5      |
| 1962/63 | Maccabi Netanja     | Izrael            | Old Liga Leumit | 28    | 23     |
| 1963/64 | Maccabi Netanja     | Izrael            | Old Liga Leumit | 22    | 24     |
| 1964/65 | Maccabi Netanja     | Izrael            | Old Liga Leumit | 27    | 16     |
| 1965/66 | Maccabi Netanja     | Izrael            | Old Liga Leumit | 30    | 17     |
| 1966/67 | Maccabi Netanja     | Izrael            | Old Liga Leumit | ?     | ?      |
| 1967/68 | Maccabi Netanja     | Izrael            | Old Liga Leumit | ?     | ?      |
| 1968/69 | Maccabi Netanja     | Izrael            | Old Liga Leumit | 25    | 26     |
| 1969/70 | Maccabi Netanja     | Izrael            | Old Liga Leumit | 30    | 12     |
| 1970/71 | Maccabi Netanja     | Izrael            | Old Liga Leumit | 30    | 13     |
| 1971/72 | Maccabi Netanja     | Izrael            | Old Liga Leumit | 24    | 17     |
| 1972/73 | Paris FC            | Francja           | Ligue 1         | 39    | 11     |
| 1973/74 | Paris Saint-Germain | Francja           | Ligue 1         | 13    | 10     |
| 1974    | New York Cosmos     | Stany Zjednoczone | NASL            | ?     | ?      |
| 1975    | New York Cosmos     | Stany Zjednoczone | NASL            | 17    | 6      |
| 1974/75 | Maccabi Netanja     | Izrael            | Old Liga Leumit | 26    | 5      |
| 1975/76 | Maccabi Netanja     | Izrael            | Old Liga Leumit | 32    | 5      |
| 1976/77 | Maccabi Netanja     | Izrael            | Old Liga Leumit | 26    | 5      |
| 1977/78 | Maccabi Netanja     | Izrael            | Old Liga Leumit | 3     | 1      |
| 1978/79 | Hapoel Hajfa        | Izrael            | Old Liga Leumit | 20    | 1      |
| 1979/80 | Hapoel Hajfa        | Izrael            | Old Liga Leumit | ?     | ?      |
| 1980/81 | Hapoel Hajfa        | Izrael            | Old Liga Leumit | ?     | ?      |
| 1981/82 | Beitar Tel Awiw     | Izrael            | Old Liga Leumit | 15    | 2      |

## Kariera reprezentacyjna
W reprezentacji Izraela Spiegler zadebiutował 2 stycznia 1964 roku w wygranym 3:0 towarzyskim meczu z Hongkongiem. W 1967 roku w meczu przeciwko Szkocji w Tel Awiwie Alex Ferguson złamał mu nos.
Na Pucharze Azji w 1964 roku wywalczył wraz z reprezentacją jedyne w historii tej drużyny mistrzostwo Azji (Izrael wówczas należał do AFC), zostając także z dorobkiem dwóch bramek królem strzelców turnieju (wraz z Inderem Singhiem z Indii). Spiegler brał również udział w kolejnej edycji Pucharu Azji w 1968 roku, w której Izrael zajął 3. miejsce.
Spiegler brał udział w udanych dla Izraela kwalifikacjach do Mistrzostw Świata w Meksyku. Znalazł się w kadrze na te finały i był tam podstawowym zawodnikiem. Rozegrał wszystkie 3 grupowe mecze: z Urugwajem (0:2), ze Szwecją (1:1) oraz z Włochami (0:0). W 60. minucie meczu ze Szwecją zdobył gola na 1:1 i stał się jedynym jak dotąd piłkarzem izraelskim, który strzelił gola w finałach MŚ.
Jeszcze w 1968 roku Spiegler był kapitanem olimpijskiej reprezentacji na Igrzyskach Olimpijskich w Meksyku. Z Izraelem doszedł do ćwierćfinału, w którym reprezentacja narodowa odpadła po meczu z Bułgarią.
W reprezentacji Izraela Spiegler rozegrał 62 mecze (82 licząc mecze związane z kwalifikacjami do Igrzysk Olimpijskich) i zdobył w nich 25 goli (32 z Olimpiadą). Jest obecnie najlepszym strzelcem w historii reprezentacji Izraela.

## Kariera trenerska
Po zakończeniu kariery piłkarskiej Spiegler został trenerem. W 1983 roku jako grający trener został mistrzem kraju z Maccabi Netanja. Trenował również Maccabi Hajfa, Hapoel Hajfa oraz Beitar Tel Awiw.

## Sukcesy
- Mistrzostwo Izraela: 1971, 1983 (jako grający trener) z Maccabi Netanja
- Król strzelców ligi Izraela: 1966, 1968, 1969
- Puchar Azji: 1964 – mistrzostwo i tytuł króla strzelców, 1968 – 3. miejsce
- Udział w MŚ: 1970
- Najlepszy Piłkarz Izraela w Plebiscycie 50-lecia UEFA
- 4. miejsce na liście strzelców wszech czasów ligi Izraela